# Marie-Cécile Moerdijk
Marie-Cécile Moerdijk (Zuiddorpe, 24 mei 1929) is een Nederlandse zangeres en schrijfster.

## Biografie
Moerdijk groeide op in Zeeuws-Vlaanderen. Later woonde ze in Leende, waar zij een eigen 'thuistheater' had op de Strijpe (Leenderstrijp). Ze staat bekend om de vele anekdotes waarmee ze haar liedjes aan elkaar praat.
Moerdijk volgde muzieklessen in Amsterdam, Caracas en Wenen. In 1960 won zij de Yma Súmac-wedstrijd. Ze is een veelzijdig zangeres en zong in vele stijlen. Zij deed onderzoek naar volksmuziek en zong volksliedjes in circa veertig verschillende talen. Ze zong slechts enkele Zeeuwse en Zeeuws-Vlaamse liedjes, onder andere Den boer zijn uis es afgebrand dat uit Zuiddorpe afkomstig is. Vaak werd ze begeleid door haar broer Carlos Moerdijk (13 maart 1945) die leraar was aan het conservatorium in Tilburg. Ze trad ook regelmatig op voor radio en tv en maakte ook jarenlang een radioprogramma.
Omstreeks 1970 maakte Moerdijk deel uit van het panel van het destijds populaire NCRV tv-spelletje Zo Vader, Zo Zoon, onder leiding van Gerard van den Berg. Ze schreef boeken en maakte gedichten. Verder was zij enige tijd directrice van de Vereniging voor Volkszang. Haar laatste boek schreef ze voor haar dochter Lotje (1962) toen zij vijftig jaar werd. Ze beschrijft daarin de eerste vijftig jaar van haar leven. Marie-Cécile Moerdijk woonde lang in Lommel-Kolonie (België), waar ze stadsdichteres was. In 2012 was ze te zien in de realityreeks Krasse Knarren. In 2014 verhuisde ze naar Tilburg.

## Onderscheidingen
- Ridder in de Orde van Oranje-Nassau
- De Gerrit den Braber Muzeprijs (2003)
- Chevalier des Arts (Frankrijk)
- Arts, Sciences et Lettres, zilveren medaille (Frankrijk)

## Discografie
- Scheharezade / Ach Palnym palna / Unrem unrem / Lula / Kurikinga / Ach Modr.... (EP) Philips 327 799 JF, 1965
- Midden in de winternacht, (LP met Haags Matrozenkoor o.l.v. Sipke de Jong) Imperial Sali 8015, 1970
- Kerstfeest op de Strijpe. (LP) Mirasound SGLP 6208, 1981
- Liedjes van vroeger. (LP) Decca 6412 105, 1972
- Thuis. LP samen met Adrie Oosterling. Mirasound, 1985

Samen met anderen:
- Zingen om de Kerstboom. Iris Records 15 013, 1972
- Zeeuws-Vlaanderen zingt, speelt en vertelt. JCI 914.001, 1970
- Kerst met het Zeeuws Mannenkoor. Mirasound, 1976
- ZLM-concert, Goes. Mirasound, 1978
- Brabant Suite Stichting Brabant Suite. Eurosound ES 47.237, 1996